# 自治によるキリスト教民主主義 (イタリア)
自治によるキリスト教民主主義（じちによるキリストきょうみんしゅしゅぎ、イタリア語: Democrazia Cristiana per le Autonomie、DCA）は、かつて存在したイタリアの政党。解散時の書記長は、ジャンフランコ・ロトンディ（第2代）。